# Дечје искре
Дечје искре је часопис за дечје уметничко стваралаштво у издавашвту Установе културе „Кораци”, која се налази у улици Саве Ковачевића 5 у Крагујевцу.

## Историјат

### 1966—1973.
Од 1966. године у Крагујевцу је излазио часопис за дечје уметничко стваралаштво Дечје искре. Представљао је јединствен часопис по садржају који је више од деведесет одсто чинио дечји прилог, за разлику од оних листова и часописа који су били намењени деци али су у њима дечји радови били узгредни. Био је намењен деци основношколског узраста.
Часопис је издавао Раднички универзитет у Крагујевцу, а поруку покретачима је упутила Десанка Максимовић која је у поруци својеручно написала:
Радујем се покретању вашег ђачког листа. Нека би се међу онима који буду у њему сарађивали нашли нови Јакшићи, Змајеви, Жупанчићи, Ћопићи, Андрићи. Али ако се то и не догоди, биће довољно што ће млади читајући га и пишући за њега постати писменији, заволети књижевност; што ће током рада схватити да није довољно само хтети постати писац већ да за то поред труда треба и дара, управо да је дар основно у том занимању. Зато бих „Дечје искре” двоструко поздравила ако им је жеља да код младих буде љубав за књигу, за неговање нашег језика, за усавршавање писмености.

Нека је срећно! Ваша Десанка Максимовић

10. окт. 1966. у Београду

### 1973—1993.
Дечје искре 1973. године преузима новоформирана Издавачка делатност Новинске, радио–информативне и издавачке организације „Светлост”. У наредних двадесетак година под уређивачком палицом крагујевачког песника Слободана Павићевића, утемељивача и руководиоца Издавачке делатности у „Светлости” доживљава највећи успон. Као јединствен југословенски часопис за дечје уметничко стваралаштво наишао је на добар одзив у многим школама, доминантно на ондашњем српскохрватском језичком подручју, а радови су стизали и објављивани и на македонском, словеначком и албанском, и известан тираж је пласиран и на овим говорним подручјима. Тираж му је био и по неколико десетина хиљада примерака по броју.

### 1993—данас
Почетак распада Југославије сузио је простор пласмана часописа, па и слања прилога, асоцијални ломови и суперинфлација 1993. су угасили часопис. Обновљен је октобра 1995, а пласиран је претежно у Крагујевцу уз један број школа у Шумадијском управном округу и пар школа ван овог простора. Уредници су у то време били најпре поново обновитељ Слободан Павићевић, а затим новинар и публициста Миодраг Стојиловић. Угашен је 2002. године.
На иницијативу члана Градског већа за културу Миљана Бјелетића и уз подршку Школске управе у Крагујевцу и њеног руководиоца Горана Јоксимовића и Актива директора основних школа са председницом Снежаном Рајевац на челу обновљен је 2018. Улогу издавача је преузела Установа културе „Кораци”. Покривао је најпре својим садржајем и пласманом основне школе у Крагујевцу, а после годину дана успоставио је сарадњу и са школама у још неким општинама Шумадијског округа.